# Homberg (Westerwald)
Homberg este o comună din districtul rural Westewald, landul Renania-Palatinat, Germania. Deoarece există mai multe localități cu acest nume, când este nevoie se specifică „Hombeg (Westerwald)”.
1. ↑  Alle politisch selbständigen Gemeinden mit ausgewählten Merkmalen am 31.12.2018 (4. Quartal) (în germană), Statistisches Bundesamt[*], arhivat din original la 10 martie 2019, accesat în 10 martie 2019